# Vincent Sorel
Pour les articles homonymes, voir Sorel.
Vincent Sorel, né le 1er juillet 1985 à Caen (Calvados), est un auteur de bande dessinée et illustrateur français. Il vit et travaille à Nantes.

## Biographie
Vincent Sorel grandit à Condé-sur-Ifs, obtient un BTS Communication Visuelle option graphisme/édition/publicité au lycée Jeanne-d’Arc à Rouen en 2004, puis une licence arts plastiques à l'Université Rennes-II en 2005. Il est ensuite diplômé de l’atelier d’illustration de l'École supérieure des arts décoratifs de Strasbourg en 2008.
Il collabore régulièrement au fanzine Écarquillettes et au webzine numo.fr. En 2007, il gagne le premier prix ex æquo du concours BD du CNOUS et le deuxième prix du concours « Dessinateurs de demain » Festival international de bande dessinée de Lausanne,.
Il collabore au feuilleton en ligne Les Autres Gens, scénarisé par Thomas Cadène. Il participe également à la revue de bande dessinée numérique Professeur Cyclope.
Il travaille régulièrement pour La Revue dessinée : Le Docteur des ados, avec Christophe Debien (no 4, 2014), À l'oreille des politiques, avec Aurore Gorius (no 9, 2015), L'Imaginaire de la guerre, avec Sylvain Venayre (no 16, 2017). Il collabore également avec Topo.
En 2020 paraît le premier tome des Aventures du Roi Singe : Les Immortels, sur un scénario de Stéphane Melchior. L'album, destiné à la jeunesse, est salué par la critique,,,,. Le deuxième tome, Les Immortels, paraît en 2022, et le troisième et dernier tome paraît en août 2023.
En octobre 2024 sort aux Éditions du Layeur son livre consacré au pianiste de jazz Martial Solal. L'album est bien accueilli par la critique,, il est « livre de l'année » pour Jazz Magazine.

## Publications

### Bande dessinée
- L'Ours, éditions Actes Sud/L'An2, 2010
Scénario et dessin : Vincent Sorel
- Petit traité de Philosophie Charcutière, Kéribus Éditions/Le Rouergue, 2011
Scénario : Vincent Sorel et Sébastien Demorand - Dessin et couleurs : Vincent Sorel
- Les Pénates, 4 épisodes publiés dans Professeur Cyclope, version augmentée publiée par Casterman, 2013-2014
Scénario : Alexandre Franc - Dessin et couleurs : Vincent Sorel - (ISBN 2203089695)
- Chevaliers, moines et paysans, La Revue dessinée/La Découverte, Histoire dessinée de la France no 6, 2019
Scénario : Florian Mazel, Vincent Sorel - Dessin et couleurs : Vincent Sorel - (ISBN 979-10-92530-45-2)
- 1 Les Aventures du Roi Singe : Les Immortels, Éditions Gallimard, 2020
Scénario : Stéphane Melchior - Dessin et couleurs : Vincent Sorel - (ISBN 9782075092388)
- Naduah, Cœur enterré deux fois, Glénat, coll. « Karma », 9 mars 2022
Scénario : Séverine Vidal - Dessin et couleurs : Vincent Sorel - (ISBN 9782344044360)
- 2 Les Aventures du Roi Singe : Le Voyage vers l'Ouest, Éditions Gallimard, 2022
Scénario : Stéphane Melchior - Dessin et couleurs : Vincent Sorel - (ISBN 978-2-07-509242-5)
- 3 Les Aventures du Roi Singe : La Sorcière au squelette, Éditions Gallimard, 2023
Scénario : Stéphane Melchior - Dessin et couleurs : Vincent Sorel - (ISBN 9782075092463)
- Martial Solal : Une vie à l'improviste, Éditions du Layeur, 2024
Scénario, dessin et couleurs : Vincent Sorel - (ISBN 2383780650)

### Illustration jeunesse
Sur un texte de Séverine Vidal
- 2016 : Le jour où j'ai trouvé un trésor, Auzou
- 2017 : Le jour où je suis devenu détective, Auzou
- 2018 : Le jour où j'ai sauvé un fantôme, Auzou
- 2019 : Le jour où je suis devenu une star au Japon, Auzou

Autres collaborations
- 2011 : Diogène l'homme chien, texte de Yan Marchand, Les petits Platons
- 2015 : Monsieur Boniface rapetisse, texte de Guy Jimenes, Oskar Éditions
- 2015 : Monsieur Boniface : Invisibles !, texte de Guy Jimenes, Oskar Éditions
- 2016 : Paris Copain découvertes, texte de Myriam et Nicolas Martelle, Milan
- 2016 : Anhour, petit scribe, texte de Benoît Broyart, Milan
- 2016 : Des frères en finale, texte de Fabrice Colin, Rageot
- 2017 : Partie mortelle, texte de Chris Bradford, Rageot